# Alice (Treibstoff)
Alice (Abkürzung für Aluminium-Ice) ist ein Raketentreibstoff, den Forscher von der Purdue University in West Lafayette, Indiana (USA) entwickelt haben.

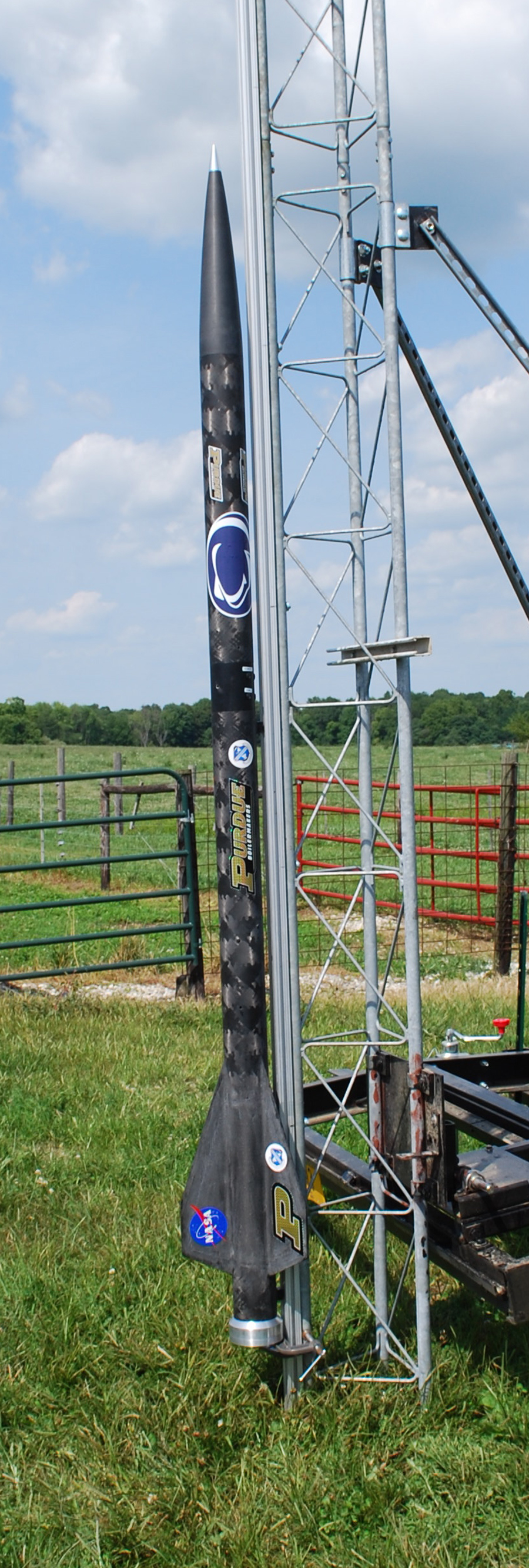
Die erste mit Alice betriebene Rakete (NASA, August 2009)

## Zweck
Der Antrieb von Raketen durch Wasser und Aluminium wird wegen des häufigen Vorkommens beider Rohstoffe nicht nur auf der Erde, sondern auch auf dem Mond, dem Mars und anderen Himmelskörpern im Sonnensystem als zweckmäßig angesehen. Die Emissionen sind vergleichsweise harmlos. Die Gefahr einer ungewollten Explosion ist gering, weil das Wasser gefroren mitgeführt wird.

## Funktionsweise
Alice gewinnt man, indem man Aluminium-Partikel von ca. 80 Nanometern Durchmesser mit Wasser zu einer zähen Paste vermischt. Sie wird in einen Zylinder mit einem Stab in der Mitte gefüllt und eingefroren. Ist die Masse hart, wird der Stab entfernt, so dass eine runde Aushöhlung zurückbleibt. Der Feststoff wird dann mit Hilfe eines kleinen Raketentriebwerks an der Spitze des Zylinders gezündet: Die heißen Gase strömen durch die zentrale Aushöhlung und sorgen dafür, dass das Alu-Eis-Gemisch gleichmäßig verbrennt. Die Wassermoleküle liefern den dafür notwendigen Sauerstoff.
Die Aluminium-Partikel sind wesentlich kleiner als diejenigen, die in Feststoff-Booster-Raketen des Space Shuttles und Ares-Raketen verwendet werden. Sie verbrennen deshalb schneller und ermöglichen eine bessere Kontrolle des Rückstoßes. Die zugrunde liegende chemische Reaktion ist 

{\displaystyle \mathrm {\ 2\ Al+\ 3\ H_{2}O\longrightarrow \ Al_{2}O_{3}+\ 3\ H_{2}} }. 

Für ein stöchiometrisches Mengenverhältnis werden gleiche Gewichtsanteile von Aluminium und Wasser benötigt.

## Verwendung
Derzeit wird Alice nur bei Testflügen verwendet. Der erste Start einer mit Alice angetriebenen Rakete fand im August 2009 in der Nähe der Purdue University statt. An diesem Experiment waren folgende Institutionen beteiligt:
- Purdue University
- Pennsylvania State University
- Georgia Institute of Technology
- NASA
- Air Force Office of Scientific Research (AFOSR)